# 더블 바이트 문자 집합
더블 바이트 문자 집합(double-byte character set , DBCS)은 2바이트로 된 개별 문자가 포함된 문자 집합이다. DBCS는 특별한 문자나 기호를 포함하는 국가 언어를 지원한다. 이를테면 한국어, 중국어, 일본어가 있다.
여기서 DBCS는 다음과 같은 뜻을 지닌다:
- 한중일 컴퓨팅에서 DBCS라는 용어는 모든 도형 문자가 SBCS(싱글 바이트 문자 집합)에 상응하지 않는 문자 집합을 가리킨다. 한글과 한자는 일반적으로 2바이트로 이루어진다.
- DBCS라는 용어는 2바이트로 된 모든 제어 문자를 포함한 문자 집합을 가리킨다.

## 같이 보기
- 싱글 바이트 문자 집합
- 가변 너비 인코딩